# John Maxwell Coetzee
John Maxwell Coetzee (Ciutat del Cap, Sud-àfrica, 1940) és un escriptor australià, d'origen sud-africà, guardonat amb el Premi Nobel de Literatura l'any 2003.
És un dels escriptors en llengua anglesa més ben valorats per la crítica. Ha guanyat per partida doble el premi Booker, per triplicat el CNA Prize, el premi Jerusalem, el Prix Femina étranger, i el premi internacional de ficció del The Irish Times, així com altres guardons i doctorats honoris causa.
Viu a Austràlia des del 2002 i va obtenir-ne la ciutadania el 2006. Viu a Adelaide.

## Biografia
Va néixer el 9 de febrer del 1940 a Ciutat del Cap i va passar la infantesa i la primera etapa formativa entre la seva ciutat natal i Worcester, de la província de Cap Occidental. Després d'estudiar en una escola catòlica, va estudiar anglès i matemàtiques a la Universitat de Ciutat del Cap, on es graduà el 1960 i 1961, respectivament.
Als inicis de la dècada del 1960, es va desplaçar a Londres (Anglaterra), on va treballar durant algun temps com a programador informàtic per a la companyia IBM. Posteriorment, realitzà un postgrau en literatura a la Universitat de Texas (EUA), i fou professor de llengua i literatura anglesa a la Universitat de Buffalo. El 1984, retornà al seu país, en què fou professor de literatura anglesa a la Universitat de Ciutat del Cap, fins a la seva jubilació l'any 2002. En l'actualitat, exerceix funcions d'investigador en el Departament d'Anglès de la Universitat d'Adelaida (Austràlia). Coincidint amb la Setmana Literària d'Adelaida de l'any 2006, Coetzee va rebre la nacionalitat australiana, sense que això l'hagi allunyat de Sud-àfrica, el seu lloc de naixement i on transcorre gran part de la seua obra.

## Opinions

### Sud-àfrica
Segons Fred Pfeil, Coetzee, André Brink i Breyten Breytenbach estaven «a l'avantguarda del moviment anti-apartheid dins de la literatura i les lletres afrikaner». En acceptar el premi Jerusalem el 1987, Coetzee va parlar de les limitacions de l'art a la societat sud-africana, les estructures de la qual havien donat lloc a relacions deformades i atrofiades entre els éssers humans i una vida interior deformada i atrofiada. Va afegir: «La literatura sud-africana és una literatura en servitud. És una literatura menys que totalment humana. És exactament el tipus de literatura que esperaries que la gent escrigués des de la presó», i va demanar al govern sud-africà que abandonés la seva política d'apartheid. L'erudit Isidore Diala va escriure que Coetzee, Nadine Gordimer i Brink són «tres dels escriptors blancs més distingits de Sud-àfrica, tots amb un compromís definitiu contra l'apartheid».
S'ha argumentat que la novel·la de 1999 de Coetzee Disgrace al·legoritza la Comissió de la Veritat i la Reconciliació de Sud-àfrica (TRC). Preguntat sobre les seves opinions sobre la TRC, Coetzee va dir: «En un estat sense religió oficial, la TRC era una mica anòmala: un tribunal d'un cert tipus basat en gran part en l'ensenyament cristians i en un fil d'ensenyament cristians acceptat en el seu cors només per una petita proporció de la ciutadania Només el futur dirà què va aconseguir la TRC».
Després de la seva cerimònia de ciutadania australiana, Coetzee va dir: «No vaig deixar Sud-àfrica, un país amb el qual mantinc forts llaços afectius, sinó que vaig venir a Austràlia. Vaig venir perquè des del moment de la meva primera visita, l'any 1991, em vaig sentir atret per l'esperit lliure i generós de la gent, per la bellesa de la terra mateixa i, quan vaig veure Adelaida per primera vegada, per la gràcia de la ciutat que ara tinc l'honor d'anomenar la meva llar». Quan es va traslladar a Austràlia, Coetzee va citar com a motiu l'actitud laxa del govern sud-africà davant la delinqüència en aquest país, la qual cosa va portar a una discussió amb Thabo Mbeki, que va dir: «Sud-àfrica no és només un lloc de violació», fent referència a La desgràcia de Coetzee. El 1999, la presentació del Congrés Nacional Africà a una investigació de la Comissió de Drets Humans de Sud-àfrica sobre el racisme als mitjans va dir que La desgràcia representava estereotips racistes. Però quan Coetzee va guanyar el Premi Nobel, Mbeki el va felicitar «en nom de la nació sud-africana i, de fet, del continent d'Àfrica».

### Política
Coetzee mai no ha especificat cap orientació política ni ha criticat obertament l'apartheid, tot i que ha fet al·lusió a la política en la seva obra, especialment al paper que juga el llenguatge en el suport de les estructures polítiques i socials del colonialisme i el nacionalisme. L'autora sud-africana Nadine Gordimer va suggerir que Coetzee tenia «una repulsió contra totes les solucions polítiques i revolucionàries», i ha estat elogiat per la seva condemna del racisme en els seus escrits i criticat per no denunciar explícitament l'apartheid.
Escrivint sobre el seu passat en tercera persona, Coetzee va escriure a Doubling the Point:
| « | Políticament, els raznochinets poden anar de qualsevol manera. Però durant els seus anys d'estudiant ell, aquesta persona, aquesta assignatura, la meva assignatura, s'allunya del dret. Quan era nen a Worcester, ha vist prou del dret afrikaner, prou de les seves desposseries, per durar-li tota la vida. De fet, fins i tot abans de Worcester, potser ha vist més crueltat i violència del que s'hauria d'haver permès a un nen. Així, com a estudiant, es mou al marge de l'esquerra sense formar part de l'esquerra. Simpàtic amb les preocupacions humanes de l'esquerra, se'l veu alienat, quan arriba la crisi, pel seu llenguatge, per tot el llenguatge polític, de fet. | » |

Preguntat sobre l'última part d'aquesta cita en una entrevista, Coetzee va respondre: «Ja no hi ha una esquerra que valgui la pena parlar i un llenguatge d'esquerra. El llenguatge de la política, amb la seva nova inclinació econòmica, és encara més repel·lent que ell. va ser fa 15 anys.»
El febrer de 2016, Coetzee va ser un dels 61 signants d'una carta al primer ministre australià Malcolm Turnbull i al ministre d'immigració Peter Dutton per condemnar la política del seu govern de detenció a l'exterior de sol·licitants d'asil.

### Dret
El 2005, Coetzee va criticar les lleis antiterroristes contemporànies perquè s'assemblaven a les del règim d'apartheid de Sud-àfrica: «Jo solia pensar que la gent que va crear les lleis [de Sud-àfrica] que suspenen efectivament l'estat de dret eren bàrbars morals. Ara sé que ho eren. només pioners avançats al seu temps.» El personatge principal del llibre de Coetzee de 2007 Diary of a Bad Year, que s'ha descrit com una barreja de memòries amb ficció, crítica acadèmica amb narració novel·lística i que es nega a reconèixer la frontera que tradicionalment ha separat la teoria política de la narrativa de ficció, comparteix preocupacions similars sobre les polítiques de John Howard i George W. Bush.

### Animals
En els últims anys, Coetzee s'ha convertit en un crític vocal de la crueltat cap als animals i un defensor dels drets dels animals. En un discurs pronunciat en nom seu per Hugo Weaving a Sydney el 22 de febrer de 2007, Coetzee va criticar la indústria ramadera moderna. El discurs va ser per a Voiceless, l'institut de protecció animal, una organització australiana de protecció d'animals sense ànim de lucre de la qual Coetzee es va convertir en mecenes el 2004. La ficció de Coetzee s'ha relacionat de manera similar amb la crueltat i el benestar dels animals, especialment The Lives of Animals, Disgrace, Elizabeth Costello i The Old Woman and the Cats. Ell és vegetarià.
El 2008, a instàncies de John Banville, que el va alertar de l'assumpte, Coetzee va escriure a The Irish Times sobre la seva oposició a l'ús del Trinity College de Dublín de la vivisecció en animals per a la investigació científica. Va escriure: «Dono suport als sentiments expressats per John Banville. No hi ha cap bona raó, de fet, mai hi ha hagut cap bona raó, científica o pedagògica, per exigir als estudiants que tallin animals vius. El Trinity College s'avergonyeix a si mateix. continuar amb la pràctica». Gairebé nou anys més tard, quan la pràctica continuada (i, de fet, augmentant) de la vivisecció de TCD apareguda a les notícies, un oient del programa de tarda entre setmana de RTÉ Radio 1 Liveline va assenyalar que Banville havia plantejat anteriorment l'assumpte però que havia estat ignorat. Llavors Banville va trucar a Liveline per dir-li que la pràctica era absolutament vergonyosa i va recordar com els esforços d'intervenir de Coetzee no havien servit de res: «Un dia passava per les portes del Trinity i hi havia un grup de dones majoritàriament joves protestant i vaig estar interessat i vaig parlar amb ells i em van dir que s'estaven fent experiments de vivisecció a la universitat. Una professora de Trinity va respondre bàsicament dient que el senyor Banville hauria de seguir els seus llibres i deixar-nos els científics al nostre valuós treball».
Coetzee volia ser candidat a les eleccions al Parlament Europeu de 2014 pel Partit Holandès pels Animals, però la junta electoral holandesa va rebutjar la seva candidatura, argumentant que els candidats havien d'acreditar la residència legal a la Unió Europea.

### Literatures del Sud
A principis dels anys 60, mentre estava a Londres, Coetzee va estudiar castellà, i del 2015 al 2018, Coetzee va ser director d'una sèrie de seminaris bianuals sobre Literatures del Sud a la Universidad Nacional de San Martín a Argentina. Hi van participar escriptors i figures literàries del sud d'Àfrica, Austràlia, Nova Zelanda i Amèrica del Sud. L'objectiu dels seminaris, va remarcar un observador, era desenvolupar perspectives comparades sobre la literatura i el periodisme de les tres àrees, establir noves xarxes intel·lectuals i construir un corpus d'obres traduïdes d'arreu del sud a través d'empreses editorials col·laboratives. Va desenvolupar un interès per la literatura argentina i va comissariar una sèrie per a l'editorial El Hilo de Ariadna, que inclou La mort d'Ivan Ilitx de Tolstoi, Watt de Samuel Beckett i El mandala sòlid de Patrick White. La seva trilogia de novel·les La infantesa de Jesús, Els dies escolars de Jesús i La mort de Jesús reflecteixen la seva preocupació i evolució de les idees i visions sobre el llenguatge.
Paral·lelament, va participar en un projecte d'investigació a Austràlia, Other Worlds: Forms of World Literature, per al qual va dirigir un tema sobre Everyday Pleasures que també està centrat en les literatures del Sud. Coetzee va optar per publicar The Schooldays of Jesus i The Death of Jesus a Austràlia, i The Pole a Argentina, abans que es publiquessin al Regne Unit o als EUA En una entrevista a El País, va dir, «el simbolisme de publicar al Sud abans que el Nord sigui important per a mi».

### Copyright/pirateria
Quan el 2015 se li va demanar que abordés les traduccions iranianes no oficials d'obres estrangeres (l'Iran no reconeix els acords internacionals de drets d'autor), Coetzee va declarar la seva desaprovació de la pràctica per motius morals i va desitjar que l'enviés a organitzacions periodístiques d'aquest país.

## Obra literària

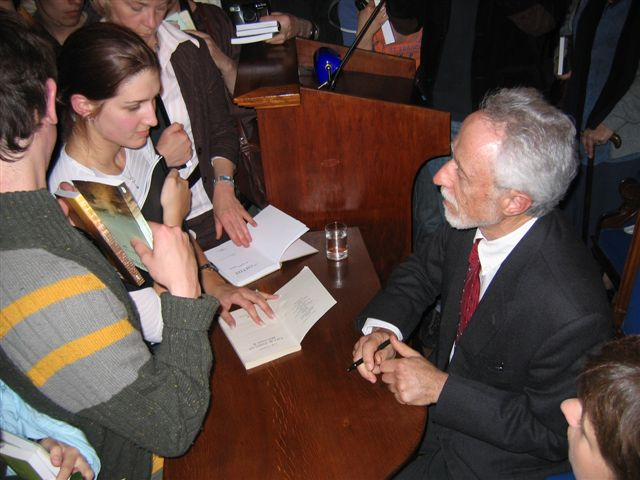
John Maxwell Coetzee l'any 2006 a Cracòvia

En les seves obres, marcades per un estil simbòlic i metafòric, qüestiona el règim de l'apartheid i qualsevol tipus de racisme, i explora les seves negatives conseqüències en l'ésser humà i la seva societat. Critica la violència contra altres humans o contra els animals i la infligida en nom de diverses menes d'ideologia. És un dels màxims exponents del corrent postmodernista.
Va ser el primer escriptor guardonat en dues ocasions amb el Premi Booker, el més prestigiós de la literatura en llengua anglesa, l'any 1983 per Life & Times of Michael K i el 1999 per Disgrace.
L'any 2003, fou guardonat amb el Premi Nobel de Literatura per una obra que retrata d'innombrables maneres la sorprenent implicació del foraster, i esdevingué el quart africà a obtenir aquest reconeixement.

## Obres

### Novel·les
- 1974: Dusklands
- 1977: In the Heart of the Country
- 1980: Waiting for the Barbarians (edició en català: Esperant els bàrbars. Traducció de Xavier Rello Andreu. Barcelona: Edhasa, 1988. ISBN 8435033805)
- 1983: Life & Times of Michael K (edició en català: Vida i època de Michael K. Traducció de Dolors Udina. Barcelona: Edicions 62, 2003. ISBN 8429753648)
- 1986: Foe (edició en català: Foe. Traducció de Dolors Udina. Barcelona: Edicions 62, 2004. ISBN 8429754652)
- 1990: Age of Iron[38] (edició en català: L'edat de ferro. Traducció de Dolors Udina. Barcelona: Edicions 62, 2002. ISBN 8429751106)
- 1994: The Master of Petersburg
- 1999: Disgrace (edició en català: Desgràcia. Traducció de Dolors Udina. Barcelona: Columna, 2000. ISBN 8483003775)
- 2003: Elizabeth Costello (edició en català: Elizabeth Costello. Traducció d'Albert Nolla. Barcelona: Empúries, 2004. ISBN 8497870328)
- 2005: Slow Man (edició en català: Home lent. Traducció de Dolors Udina. Barcelona: Edicions 62, 2005. ISBN 8429756655)
- 2007: Diary of a Bad Year (edició en català: Diari d'un mal any. Traducció de Dolors Udina. Barcelona: Edicions 62, 2007. ISBN 8429760415)
- 2013: The Childhood of Jesus (edició en català: La infantesa de Jesús. Traducció de Dolors Udina. Barcelona: Edicions 62, 2013. ISBN  9788429775815)
- 2016: The Schooldays of Jesus (edició en català: Els dies d'escola de Jesús. Traducció de Dolors Udina. Barcelona: Edicions 62, 2017. ISBN  9788429769852)

### Narrativa (una tria)
- 1999: The Lives of Animals (edició en català: Les vides dels animals. Traducció de Concepció Iribarren. Barcelona: Empúries, 2001. ISBN 8475968058)
- 2014: Three Stories (inclou «A House in Spain», publicat originàriament el 2000; «Nietverloren», publicat originàriament amb el títol «The African Experience» el 2002; i «He and His Man», publicat originàriament el 2004)

### Autobiografia
- 1997: Boyhood: Scenes from Provincial Life (edició en català: Infantesa: Escenes de la vida a províncies. Traducció de Dolors Udina. Barcelona: Edicions 62, 2006. ISBN 8429756760)
- 2002: Youth: Scenes from Provincial Life II (edició en català: Joventut: Escenes de la vida a províncies II. Traducció de Dolors Udina. Barcelona: Edicions 62, 2006. ISBN 8429758747)
- 2009: Summertime (edició en català: Temps d'estiu. Traducció de Dolors Udina. Barcelona: Edicions 62, 2010. ISBN 978-8429762983)
- 2011: Scenes from Provincial Life, revisió de l'autor de les tres obres autobiogràfiques anteriors publicada en un sol volum (edició en català: Escenes de la vida a províncies. Traducció de Dolors Udina. Barcelona: Edicions 62, 2012. ISBN 9788429769869)

### Assaigs
- 1984: Truth in Autobiography
- 1988: White Writing: On the Culture of Letters in South Africa
- 1992: Doubling the Point: Essays and Interviews
- 1997: Giving Offense: Essays on Censorship
- 2002: Stranger Shores: Literary Essays, 1986-1999
- 2007: Inner Workings: Literary Essays, 2000-2005
- 2013: Here and Now: Letters, 2008-201, recull de cartes intercanviades amb Paul Auster (edició en català: Ara i aquí: Cartes, 2008-2011. Traducció de Dolors Udina i Albert Nolla. Barcelona: Edicions 62, 2012. ISBN 9788429769883)
- 2015: The Good Story: Exchanges on Truth, Fiction and Psychotherapy (amb Arabella Kurtz)